# 洪鐘宇
洪鐘宇（韓語：홍종우；1850年 - 1913年），字聲肅、号羽亭，本貫南陽洪氏，朝鲜王朝末期高官，屬尊王派政治家，曾在上海剌殺开化党領袖金玉均。

## 生平
他在1850生於京畿道安山市，父親洪在源是議政府参事，在1886年東渡日本於朝日新聞當植字工人，於1890年自費到法國留學，於集美博物馆工作，並把春香傳等韓國文學翻譯為法文。

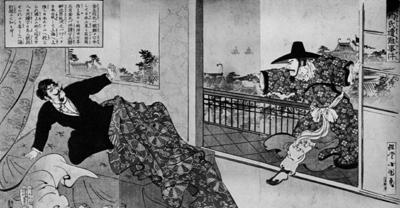
洪鐘宇（右）刺殺金玉均的日本新聞版畫

在1893年，他決定剌殺两個有親日改革意識朝鲜人金玉均和朴泳孝，並在1894年於上海剌殺金玉均，他後來回到朝鲜，受朝鲜高宗委任高官要職。
1900年代後，大韓帝國内親日派勢力日大，他因剌殺金玉均案遭左遷，之後無他詳细記錄，他死於1913年。
他也是民族主義者，排撃外国特別是日本的侵略干渉。